# 黃天福 (臺灣)
黃天福（1938年—），台灣政治人物，台北市大龙峒（今大同區）人，祖父是前清秀才黃宗河，兄長是前民進黨主席黃信介。
曾代表民主進步黨任職立法委員，早期因《蓬萊島》雜誌提到馮滬祥所寫論文其實是「以翻譯代替著作」而遭判徒期八個月，與陳水扁、李逸洋並稱「蓬萊島三君子」；在江國慶被處決前，曾召開記者會指出該案可能是冤獄，而在2011年確認江國慶冤死。

## 家庭
其妻子為前立法委員藍美津，次子黃向羣曾任臺北市議員。其女兒黃心儀則在2004年10月底因憂鬱症自盡身亡。

## 註解
1. ↑  我們的牢不會白坐！放棄上訴 入監記者會 （页面存档备份，存于）, 《東北風週刊》, 1985.01.22
2. ↑  .   [2013-05-04]. （原始内容存档于2020-11-26）.
3. ↑  支援台灣民主運動─芝加哥大學廖述宗教授的故事[]